# Dům Černohlavců
Dům Černohlavců (lotyšsky Melngalvju nams, německy Schwarzhäupterhaus) je budova, která stojí na radničním náměstí v historickém centru někdejšího hanzovního města Rigy, dnes hlavního města Lotyšska. Původní budova byla postavena v první třetině 14. století pro bratrstvo Černohlavců, cech svobodných německých kupců v Rize. Hlavní přestavby proběhly v letech 1580, 1619–1625 a 1886, kdy byla doplněna většina ornamentů. Za druhé světové války byla budova zcela zničena, v roce 1999 byla znovu postavena.

## Historie

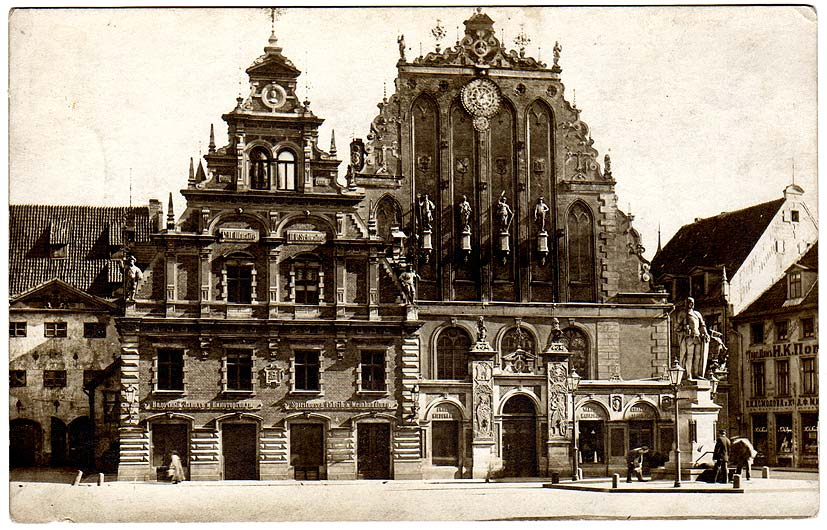
Dům Černohlavců v Rize

První písemná zmínka o této stavbě zvané tehdy „Nový dům velké gildy“ pochází z roku 1334. Pojmenování bratrstva Černohlavců pochází zřejmě od černých pokrývek hlavy, které kupci nosili.
Původní budova ze 14. století byla za 2. světové války 29. června 1941 během bombardování Rigy německými vojsky zničena. Po válce bylo rozhodnuto, že oprava není možná, a v roce 1948 byly trosky budovy vyhozeny do vzduchu a odvezeny. Fragmenty původních soch jsou ve sbírkách Muzea rižské historie a navigace. Současná budova byla postavena v letech 1995–1999 dle původních plánů.
Před budovou stojí socha rytíře Rolanda z roku 1897. Pomník byl v roce 1999 zrestaurován.